# Ковчег Всесвіту
«Ковчег Всесвіту» — науково-фантастичний роман українського письменника, філософа та громадського діяча Миколи Руденка для середнього та старшого шкільного віку. Написаний у 1990 р. в Джерсі-Сіті, публікувався 1991/1992 р. в журналі «Наука-фантастика» та в 1995 р. окремою книгою.

## Анотація
На початку третього тисячоліття нашої ери до сусідньої планетної системи з орбіти Землі стартує Космічна Академія Наук. За корабель їй служить астероїд, у надрах якого створено атмосферу, близьку до земної. Це і є Ковчег Всесвіту, що несе генофонд нашої планети у Космос. Звідси й назва гостросюжетного футурологічного роману Миколи Руденка.

## Передісторія
Наприкінці XXI століття Земля стикнулася з проблемою перенаселення і підняття рівня світового океану. До того часу працювали кілька термоядерних електростанцій, але нафта і вугілля досі широко використовувалися. В 40-і роки людство стало вироджуватися, що проявлялося в збільшенні вроджених каліцтв і рідшій появі геніїв. Відбулися переселення народів, Сибір заселили китайці і японці.
У той час з'явився проєкт колонізації найближчої придатної для життя планети Лем. Тридцятирічний член Сибірської Академії Наук Макаров висунув ідею перетворити на корабель астероїд, який мав би замкнуту екосистему. Для цього було обрано 15-кілометровий астероїд, який добудовувався на орбіті Землі та вирушив до Лему, відповідно до задуму.
Ресурси астероїда початково дозволяли підтримувати населення близько тисячі осіб. Для керівництва було створено пристрої омолодження, пересічне населення ж мало змінюватися за поколіннями. Передбачалося, що здібні особи зможуть увійти до числа правителів.
Через 200 років після відльоту зв'язок з Землею перервався (пізніше говориться, що через падіння астероїда Гермес). Макаров поставив собі за мету одноосібно правити астероїдом і майбутньою колонією Лему, для чого обмежив доступ не-академіків до знань.
|  | Академія культивувала переважно точні науки, гуманітарні були майже цілком заморожені. Щоправда, підтримувалося знання мов, одержане першим поколінням космічних колоністів від своїх земних предків. Релігійні заповіти дехто пам'ятав, але вони поступово відмирали — натомість школа з дитячих літ виховувала культ Президента. Були в пошані фольклор, деякі етнічні звичаї, народне мистецтво. Мабуть, це було єдине, що не дозволяло простим людям здичавіти. |

В результаті виникла безсмертна еліта вчених і верства робітників, головним призначенням якої було слугувати носіями генофонду та підтримувати роботу машин. В ході польоту виникло понаднормове населення, з яким вирішили боротися, періодично викидаючи в космос, а для пояснення їхнього зникнення існувала легенда про супутник астероїда, де вони нібито жили надалі.
На час дії роману серед простого населення астероїда існувало вчення про Галактичну Матір, яке перегукувалося з теорією Монад астронома Лі Чуня про мислячі сутності, котрі породжують матерію.

## Персонажі
- Прокіп — механік, працював у відділі водневих двигунів, потім був переведений на ферму. Вільно володіє польською й українською.
- Гелена — дочка віцепрезидента. На відміну від батька смертна, але готується скоро отримати вічне життя.
- Степан Макаров — Президент Космічної Академії Наук. Прихильник обмеженого доступу до знань для смертного населення астероїда. Для керування «генофондом» видає себе за божество.
- Мірек Лятошинський — віцепрезидент. Народився через 200 років після старту Академії.
- Лі Чунь — академік-астроном. Переконаний, що в центрі галактики міститься об'єкт Галактична Монада — найвища форма життя, з якою можна спілкуватися без технічних засобів.
- Сільвія — наложниця Президента.
- Ендрю, Семен, Кривошеєв — люди, яким відомо про відвідування астероїда загадковими кораблями.

## Сюжет
Сюжет починається зі сцени біля поля всередині астероїда, де Прокіп переконує Гелену в тому, що Сонце і Місяць фальшиві. Гелена знімає сережку Прокопа, через яку можуть підслуховувати поліцаї Костоломи й між ними продовжується розмова про Сонце та Президента. Пересічні люди вірять, що всесвіт створив богоподібний Президент, який за всім слідкує і може на свій розсуд дарувати безсмертя. Проте ширяться й чутки про президентські оргії, які є одним зі способів отримати безсмертя. Прокіп встигає розповісти про сферу, яка вночі проєктує зображення зоряного неба, та їх лякають Костоломи й вони ховаються в люку та дістаються башти віцепрезидента Лятошинського.
Лятошинський ліберально ставиться до простих людей і сам невдоволений правлінням Президента, тому дозволяє Прокопові сховатися в нього. Вночі віцепрезидент піднімається в президентський палац, де зустрічає астронома Лі Чуня, якого просить взяти Прокопа до себе, бо Лі давно шукає собі учня. Той погоджується, що такий сміливець як Прокіп йому підходить.
Гелена, бажаючи дізнатись про Землю, дивиться разом з батьком образи минулого через «екран Кривошеєва». В них бачать занедбаний, напівзатоплений Нью-Йорк, до якого пливуть баржі з китайцями, найнятими для відбудови міста.
За якийсь час Прокіп стає учнем Лі Чуня. Він вивчає астрономію і математику, а вчитель вражений його високими здібностями. Проводячи час за телескопом, Прокіп спостерігає об'єкт Галактичну Монаду і відчуває щось подібне на телепатичне спілкування з нею.
Гелена, стурбована загадкою зникнення понаднормового населення, вмовляє Прокопа перемістити телескоп вздовж поверхні астероїда, сподіваючись знайти докази вбивств. Але ніяких тіл вони не виявляють, хоча вони мали б залишатися навколо.
Таємно навідавшись назад в катакомби, де жив раніше, Прокіп рятує побитого Костоломами друга Ендрю. Той розповідає про загадкові кораблі, які інколи з'являються біля астероїда і забирають викинутих. Про ті кораблі, виявляється, знають і академіки, але замовчують. Академік Іван Кривошеєв навіть називає їх друзями. Лі Чунь розкриває Прокопові, що свою теорію Монад він почерпнув з праць Мирона Гриви, який жив ще за часів СРСР.
За тиждень Прокіп помічає наближення до астероїда двох об'єктів. Тим часом таємно проводиться визначення чергового набору людей, які будуть викинуті в космос і в їх число потрапляє сестра Прокопа. Вийшовши в скафандрі за межі астероїда, він знаходить загиблих і не встигає повернутися до вичерпання запасів кисню. Друзі затягують Прокопа назад до астероїда, але тепер йому потрібне лікування. Поки він був непритомним, прибув загадковий корабель і став оживляти викинутих в космос людей. На астероїд таємно проникають представники Галактичної Варти, в яку входять різні розумні види. Вони повідомляють, що на планеті, куди прямує астероїд, вже є велика людська колонія, позаяк земні технології сягнули далеко вперед. При цьому на Землі частина людей стала космічною цивілізацією, а частина ще переживає занепад. Галактична Варта показує за допомогою своїх технологій варіант майбутнього наприкінці подорожі Академії, де Прокіп є її Президентом, Гелена доглядає за дітьми в санаторії, а Лі Чуневі й Кривошеєву поставлено пам'ятник.
Макаров, не бажаючи ділити створення нової цивілізації з населення астероїда із Галактичною Вартою, задумує явитися в катакомбах в образі божества. Він поширює чутки про велику небезпеку для всього світу і засилає в катакомбу жерців, що пророкують про його близьке пришестя. Президент з'являється під виглядом велетня та обіцяє народові зробити його найвеличнішою цивілізацією у Всесвіті, та розповісти про те, що знаходиться поза астероїдом. Відповідальний за технічну сторону дійства Кривошеєв зриває промову, вивівши з ладу голограму велетня.
Кривошеєв та його спільники розробляють план як скинути Президента. В ході наради вони з'ясовують, що представники Галактичної Варти ще 200 років тому пропонували передавати понаднормове населення їм, щоб розселяти його на вільних планетах, але Макаров завжди відмовлявся і продовжував його просто викидати. Макарова вирішують судити, а головним суддею обирають Лі Чуня.
За рішенням суду Президента передають Галактичній Варті, яка поселяє його на планеті разом з викинутим ним населенням, позбавивши безсмертя. Через три роки він помер, новим Президентом став Кривошеєв. Прокіп розвинув спілкування з Монадою. Гелена стала педагогом і виховувала дітей дошкільного віку. Одного разу Галактична Варта присилає людину з Землі, яка розповідає про повний перехід на термоядерну енергетику і водневе паливо. Через мале населення дозволили штучно продовжувати життя.
Лі Чунь і Кривошеєв, втомившись від безсмертя, накладають на себе руки, заповідаючи поховати їх на планеті, куди ще прямує астероїд, що збігається з баченим Прокопом майбутнім.